# Kevin Warwick
Kevin Warwick (* 9. února 1954, Coventry) je britský vědec a profesor kybernetiky na Universitě v Readingu v Anglii. Je znám pro své studie zaměřené na propojení lidské nervové soustavy s počítačem, věnuje se také robotice. Byl to pravděpodobně první člověk, který si dobrovolně nechal do paže vložit upravené RFID čipy, které detekovaly některé jeho nervové impulsy a on jimi tak mohl posílat povely robotické paži a dveřím ve svém bytě.

## Projekt Kyborg
Pravděpodobně nejslavnější výzkum provedený Warwickem (a původ přezdívky „kapitán Kyborg", kterou mu dal technologický web the Register) je série experimentů, známých pod názvem projekt Kyborg, během kterých si Warwick nechal do ruky implantovat elektroniku s cílem „stát se kyborgem.“
První fáze výzkumu, která začala 24. srpna 1998, zahrnovala jednoduchý RFID vysílač implantovaný Warwickovi pod kůži. Implantát dokázal ovládat dveře, osvětlení, vytápění a další počítačem řízené systémy, ke kterým se Warwick přiblížil. Hlavním cílem experimentu bylo otestovat hranice toho, co lidské tělo dokáže přijmout a jak snadné by bylo přijímat od mikroprocesoru smysluplný signál.
Druhá fáze zahrnovala komplexnější neurální rozhraní, které bylo zvlášť pro tento experiment navrženo a sestaveno Dr. Markem Gassonem a jeho týmem na univerzitě v Readingu. Toto zařízení obsahovalo soustavu elektrod BrainGate propojenou s externí „rukavicí“, která obsahovala podpůrnou elektroniku. Zařízení bylo implantováno 14. března 2002 v nemocnici Radcliffe Infirmary a bylo přímo propojeno s Warwickovou nervovou soustavou. Voperovaná soustava obsahovala 100 elektrod, z nichž 25 bylo kdykoli přístupných. Ve srovnání, středový nerv, který zařízení monitorovalo, přenáší mnohonásobně více signálů. Experiment byl úspěšný a získaný signál byl natolik detailní, že robotická paže vyvinutá Warwickovým kolegou Dr. Peterem Kyberdem, dokázala imitovat pohyby Warwickovy vlastní ruky.
Díky tomuto implantátu byla Warwickova nervová soustava připojena k internetu na Kolumbijské univerzitě. Odtud Warwick dokázal ovládat robotickou paži na univerzitě v Readingu a obdržet zpětnou vazbu ze senzorů ve špičkách prstů. Warwick také úspěšně zapojil ultrasonické senzory umístěné na kšiltovce a zažil jistý druh mimosmyslového vnímání.
Silně medializované pokračování experimentu, během něhož bylo jednodušší zařízení implantováno do ruky Warwickovy ženy (konečným cílem bylo dosažení telepatie či empatie za využití internetu pro přenos signálu na dálku), bylo rovněž úspěšné, a to do té míry, že došlo k první přímé a plně elektronické komunikaci mezi nervovými soustavami dvou lidí. V závěru experimentu byl zkoumán vliv implantátu na funkčnost Warwickovy paže. Panovaly obavy, že přímé propojení s nervovou soustavou může způsobit nějaké poškození nebo rušení, ale nebyly nalezeny žádné měřitelné známky poškození, či odmítnutí implantátu organismem.

### Důsledky projektu Kyborg
Warwick se svými kolegy tvrdí, že by výzkum provedený v rámci projektu Kyborg mohl vést k vývoji nových lékařských nástrojů pro léčbu pacientů s poškozením nervové soustavy a mohl by pomoci při ambicióznějších vylepšeních, o která se Warwick zasazuje. Někteří transhumanisté dokonce spekulují, že by podobná technologie mohla být využita k telepatii.
V tomto článku byl použit překlad textu z článku Kevin Warwick na anglické Wikipedii.